# هوشنگ ابهری
هوشنگ ابهری دیپلمات ایرانی است که هم‌اکنون سفیر ایران در شیلی است. کریمی  پیش از این رئیس اداره نهادهای اروپایی، معاون اداره اول غرب اروپا و مسئول بخش سیاسی سفارتخانه‌های ایران در لندن و رم بوده است.